# Campionati del mondo di atletica leggera 2011 - 100 metri piani maschili
I 100 metri piani maschili ai campionati del mondo di atletica leggera 2011 si sono tenuti il 27 e 28 agosto. Gli standard di partecipazione erano di 10"18 (A) e 10"25 (B). Hanno partecipato alla gara 74 atleti da 61 nazioni.

## Podio
| Posizione | Atleta      | Nazione             |
| --------- | ----------- | ------------------- |
| Oro       | Yohan Blake | Giamaica            |
| Argento   | Walter Dix  | Stati Uniti         |
| Bronzo    | Kim Collins | Saint Kitts e Nevis |

## Programma orario
| Data           | Orario | Round             |
| -------------- | ------ | ----------------- |
| 27 Agosto 2011 | 12:55  | Round Preliminari |
|                | 21:45  | Batterie          |
| 28 Agosto 2011 | 18:30  | Semifinali        |
|                | 20:45  | Finale            |

## Risultati

### Turno preliminare
I primi tre atleti di ogni batteria (Q) e il successivo atleta più veloce (q) si qualificano alle batterie.

#### Batteria 1
| Pos. | Corsia | Nome                      | Nazione             | Tempo | Note                                     |
| ---- | ------ | ------------------------- | ------------------- | ----- | ---------------------------------------- |
| 1    |        | Abdouraim Haroun          | Ciad                | 10.44 | Q,                                       |
| 2    |        | Keiron Rogers             | Anguilla            | 10.55 | Q,                                       |
| 3    |        | Jurgen Themen             | Suriname            | 10.84 | Q                                        |
| 4    |        | George Pine               | Kiribati            | 11.34 | Miglior prestazione personale stagionale |
| 5    |        | Kitavanah Kountavong      | Laos                | 11.42 | Miglior prestazione personale            |
| 6    |        | Joshua Jeremiah           | Nauru               | 11.44 | Miglior prestazione personale            |
| 7    |        | Okilani Tinilau           | Tuvalu              | 11.58 |                                          |
| 8    |        | Christopher Lima Da Costa | São Tomé e Príncipe | 11.61 | Miglior prestazione personale            |

#### Batteria 2
| Pos. | Corsia | Nome                        | Nazione       | Tempo | Note                                     |
| ---- | ------ | --------------------------- | ------------- | ----- | ---------------------------------------- |
| 1    |        | Chi Ho Tsui                 | Hong Kong     | 10.45 | Q                                        |
| 2    |        | Mohamed Fadlin              | Indonesia     | 10.70 | Q                                        |
| 3    |        | Tilak Ram Tharu             | Nepal         | 11.00 | Q,                                       |
| 4    |        | Rodman Teltull              | Palau         | 11.31 | Miglior prestazione personale            |
| 5    |        | Mohamed Ghassem Ahmed Taled | Mauritania    | 11.50 | Miglior prestazione personale            |
| 6    |        | Massoud Azizi               | Afghanistan   | 11.64 | Miglior prestazione personale stagionale |
| 7    |        | John Howard                 | Micronesia    | 11.71 | Miglior prestazione personale stagionale |
|      |        | Kim Kuk-Young               | Corea del Sud | dq    |                                          |

#### Batteria 3
| Pos. | Corsia | Nome                     | Nazione                       | Tempo | Note                          |
| ---- | ------ | ------------------------ | ----------------------------- | ----- | ----------------------------- |
| 1    |        | Gérard Kobéané           | Burkina Faso                  | 10.64 | Q                             |
| 2    |        | Geronimo Goeloe          | Aruba                         | 10.73 | Q,                            |
| 3    |        | Foo Ee Yeo               | Singapore                     | 10.76 | Q                             |
| 4    |        | Delivert Arsene Kimbembe | Rep. del Congo                | 10.85 | q                             |
| 5    |        | Joseph Andy Lui          | Tonga                         | 11.48 |                               |
| 6    |        | Bledee Jarry             | Liberia                       | 11.49 | Miglior prestazione personale |
| 7    |        | Ah Chong Sam Chong       | Samoa                         | 12.36 | Miglior prestazione personale |
| 8    |        | Orrin Ogumoro Pharmin    | Isole Marianne Settentrionali | 12.60 | Miglior prestazione personale |

#### Batteria 4
| Pos. | Corsia | Nome                       | Nazione         | Tempo | Note                                     |
| ---- | ------ | -------------------------- | --------------- | ----- | ---------------------------------------- |
| 1    |        | Mohammad Noor Imran A Hadi | Malaysia        | 10.77 | Q                                        |
| 2    |        | Dmitrii Ilin               | Kirghizistan    | 10.86 | Q                                        |
| 3    |        | Moudjib Toyb               | Comore          | 11.07 | Q                                        |
| 4    |        | Karl Farrugia              | Malta           | 11.21 |                                          |
| 5    |        | Francis Manioru            | Isole Salomone  | 11.28 | Miglior prestazione personale stagionale |
| 6    |        | Federico Gorrieri          | San Marino      | 11.42 |                                          |
| 7    |        | Sogelau Tuvalu             | Samoa Americane | 15.66 | Miglior prestazione personale            |

### Batterie
I primi tre atleti di ogni batteria (Q) e i successivi tre più veloci (q) si qualificano alla semifinale.

#### Batteria 1
| Pos. | Corsia | Nome                     | Nazione             | Tempo | Note |
| ---- | ------ | ------------------------ | ------------------- | ----- | ---- |
| 1    |        | Kim Collins              | Saint Kitts e Nevis | 10.13 | Q    |
| 2    |        | Trell Kimmons            | Stati Uniti         | 10.32 | Q    |
| 3    |        | Richard Thompson         | Trinidad e Tobago   | 10.34 | Q    |
| 4    |        | Suwaibou Sanneh          | Gambia              | 10.50 |      |
| 5    |        | Ronalds Arājs            | Lettonia            | 10.52 |      |
| 6    |        | Peter Emelieze           | Nigeria             | 10.58 |      |
| 7    |        | Delivert Arsene Kimbembe | Rep. del Congo      | 10.94 |      |
|      |        | Adrian Griffith          | Bahamas             | DQ    |      |

#### Batteria 2
| Pos. | Corsia | Nome                   | Nazione           | Tempo | Note |
| ---- | ------ | ---------------------- | ----------------- | ----- | ---- |
| 1    |        | Walter Dix             | Stati Uniti       | 10.25 | Q    |
| 2    |        | Harry Aikines-Aryeetey | Regno Unito       | 10.28 | Q    |
| 3    |        | Keston Bledman         | Trinidad e Tobago | 10.32 | Q    |
| 4    |        | Andrew Hinds           | Barbados          | 10.41 | q    |
| 5    |        | Jason Smyth            | Irlanda           | 10.57 |      |
| 6    |        | Ogho-Oghene Egwero     | Nigeria           | 10.57 |      |
| 7    |        | Geronimo Goeloe        | Aruba             | 10.84 |      |
| 8    |        | Mohamed Fadlin         | Indonesia         | 11.00 |      |

#### Batteria 3
| Pos. | Corsia | Nome                | Nazione         | Tempo | Note |
| ---- | ------ | ------------------- | --------------- | ----- | ---- |
| 1    |        | Christophe Lemaitre | Francia         | 10.14 | Q    |
| 2    |        | Justin Gatlin       | Stati Uniti     | 10.31 | Q    |
| 3    |        | Churandy Martina    | Paesi Bassi     | 10.32 | Q    |
| 4    |        | Marlon Devonish     | Regno Unito     | 10.34 | q    |
| 5    |        | Carlos Jorge        | Rep. Dominicana | 10.62 |      |
| 6    |        | Gabriel Mvumvure    | Zimbabwe        | 10.63 |      |
| 7    |        | Keiron Rogers       | Anguilla        | 10.96 |      |
| 8    |        | Dmitrii Ilin        | Kirghizistan    | 11.00 |      |

#### Batteria 4
| Pos. | Corsia | Nome                | Nazione        | Tempo | Note |
| ---- | ------ | ------------------- | -------------- | ----- | ---- |
| 1    |        | Yohan Blake         | Giamaica       | 10.12 | Q    |
| 2    |        | Jimmy Vicaut        | Francia        | 10.25 | Q    |
| 3    |        | Ngonidzashe Makusha | Zimbabwe       | 10.31 | Q    |
| 4    |        | Justyn Warner       | Canada         | 10.33 | q    |
| 5    |        | Ramon Gittens       | Barbados       | 10.42 |      |
| 6    |        | Ben Youssef Meité   | Costa d'Avorio | 10.45 |      |
| 7    |        | Gérard Kobéané      | Burkina Faso   | 10.59 |      |
| 8    |        | Jurgen Themen       | Suriname       | 10.94 |      |

#### Batteria 5
| Pos. | Corsia | Nome                       | Nazione           | Tempo | Note |
| ---- | ------ | -------------------------- | ----------------- | ----- | ---- |
| 1    |        | Nesta Carter               | Giamaica          | 10.26 | Q    |
| 2    |        | Daniel Bailey              | Antigua e Barbuda | 10.34 | Q    |
| 3    |        | Aziz Ouhadi                | Marocco           | 10.42 | Q    |
| 4    |        | Rytis Sakalauskas          | Lituania          | 10.42 |      |
| 5    |        | Marek Niit                 | Estonia           | 10.53 |      |
| 6    |        | Aziz Zakari                | Ghana             | 10.55 |      |
| 7    |        | Mohammad Noor Imran A Hadi | Malaysia          | 10.75 |      |
| 8    |        | Foo Ee Yeo                 | Singapore         | 10.85 |      |

#### Batteria 6
| Pos. | Corsia | Nome                  | Nazione     | Tempo | Note |
| ---- | ------ | --------------------- | ----------- | ----- | ---- |
| 1    |        | Usain Bolt            | Giamaica    | 10.10 | Q    |
| 2    |        | Dwain Chambers        | Regno Unito | 10.28 | Q    |
| 3    |        | Ángel David Rodríguez | Spagna      | 10.37 | Q    |
| 4    |        | Simon Magakwe         | Sudafrica   | 10.53 |      |
| 5    |        | Nilson André          | Brasile     | 10.54 |      |
| 6    |        | Gerald Phiri          | Zambia      | 10.60 |      |
| 7    |        | Abdouraim Haroun      | Ciad        | 10.72 |      |
| 8    |        | Moudjib Toyb          | Comore      | 11.12 |      |

#### Batteria 7
| Pos | Corsia | Nome                | nazione           | Tempo | Note |
| --- | ------ | ------------------- | ----------------- | ----- | ---- |
| 1   |        | Michael Frater      | Giamaica          | 10.26 | Q    |
| 2   |        | Jaysuma Saidy Ndure | Norvegia          | 10.33 | Q    |
| 3   |        | Dariusz Kuć         | Polonia           | 10.36 | Q    |
| 4   |        | Reto Schenkel       | Svizzera          | 10.44 |      |
| 5   |        | Aaron Armstrong     | Trinidad e Tobago | 10.48 |      |
| 6   |        | Álvaro Gómez        | Colombia          | 10.62 |      |
| 7   |        | Chi Ho Tsui         | Hong Kong         | 10.65 |      |
| 8   |        | Tilak Ram Tharu     | Nepal             | 11.32 |      |

### Semifinali
I primi due atleti di ogni batteria (Q) e i successivi due più veloci (q) si qualificano alla finale.

#### Semifinale 1
| Pos. | Corsia | Nome                  | Nazione           | Tempo | Note |
| ---- | ------ | --------------------- | ----------------- | ----- | ---- |
| 1    |        | Yohan Blake           | Giamaica          | 9.95  | Q,   |
| 2    |        | Walter Dix            | Stati Uniti       | 10.05 | Q    |
| 3    |        | Jimmy Vicaut          | Francia           | 10.10 | q    |
| 4    |        | Daniel Bailey         | Antigua e Barbuda | 10.14 | q    |
| 5    |        | Keston Bledman        | Trinidad e Tobago | 10.14 |      |
| 6    |        | Andrew Hinds          | Barbados          | 10.32 |      |
| 7    |        | Ángel David Rodríguez | Spagna            | 10.49 |      |
|      |        | Dwain Chambers        | Regno Unito       | dq    |      |

#### Semifinale 2
| Pos. | Corsia | Nome                | Nazione           | Tempo | Note |
| ---- | ------ | ------------------- | ----------------- | ----- | ---- |
| 1    |        | Usain Bolt          | Giamaica          | 10.05 | Q    |
| 2    |        | Christophe Lemaitre | Francia           | 10.11 | Q    |
| 3    |        | Richard Thompson    | Trinidad e Tobago | 10.20 |      |
| 4    |        | Trell Kimmons       | Stati Uniti       | 10.21 |      |
| 5    |        | Jaysuma Saidy Ndure | Norvegia          | 10.21 |      |
| 6    |        | Michael Frater      | Giamaica          | 10.23 |      |
| 7    |        | Marlon Devonish     | Regno Unito       | 10.25 |      |
|      |        | Kim Kuk-Young       | Corea del Sud     | dq    |      |

#### Semifinale 3
| Pos | Corsia | Nome                   | Nazione             | Tempo | Note |
| --- | ------ | ---------------------- | ------------------- | ----- | ---- |
| 1   |        | Kim Collins            | Saint Kitts e Nevis | 10.08 | Q    |
| 2   |        | Nesta Carter           | Giamaica            | 10.16 | Q    |
| 3   |        | Harry Aikines-Aryeetey | Regno Unito         | 10.23 |      |
| 4   |        | Justin Gatlin          | Stati Uniti         | 10.23 |      |
| 5   |        | Ngonidzashe Makusha    | Zimbabwe            | 10.27 |      |
| 6   |        | Churandy Martina       | Paesi Bassi         | 10.29 |      |
| 7   |        | Aziz Ouhadi            | Marocco             | 10.45 |      |
| 8   |        | Justyn Warner          | Canada              | 10.47 |      |

### Finale
| Record mondiale       | Usain Bolt   | 9"58 | Berlino | 16 agosto 2009 |
| Record dei campionati | Usain Bolt   | 9"58 | Berlino | 16 agosto 2009 |
| Capolista stagionale  | Asafa Powell | 9"78 | Losanna | 30 giugno 2011 |

| Pos.    | Corsia | Nome                | Nazione             | Tempo | Note                                     |
| ------- | ------ | ------------------- | ------------------- | ----- | ---------------------------------------- |
| Oro     | 6      | Yohan Blake         | Giamaica            | 9.92  | Miglior prestazione personale stagionale |
| Argento | 4      | Walter Dix          | Stati Uniti         | 10.08 |                                          |
| Bronzo  | 3      | Kim Collins         | Saint Kitts e Nevis | 10.09 |                                          |
| 4       | 8      | Christophe Lemaitre | Francia             | 10.19 |                                          |
| 5       | 2      | Daniel Bailey       | Antigua e Barbuda   | 10.26 |                                          |
| 6       | 1      | Jimmy Vicaut        | Francia             | 10.27 |                                          |
| 7       | 7      | Nesta Carter        | Giamaica            | 10.95 |                                          |
|         | 5      | Usain Bolt          | Giamaica            | dq    | R 162.7                                  |